# John Player Norton-serie
De John Player Norton-serie was een serie 750cc-fabrieksracers die het Britse merk Norton produceerde van 1972 tot 1974.

## Voorgeschiedenis

### Norton racehistorie
De racehistorie van het merk Norton gaat terug naar de Isle of Man TT van 1907, toen Rem Fowler met een Norton-Peugeot de Twin Cylinder TT won. Daarna vielen de resultaten tegen, tot eind jaren twintig met de Norton CS1 / CJ1 moderne racers verschenen met bovenliggende nokkenas die door een koningsas werd aangedreven. Daaruit ontstond de Norton Manx-serie, die vanaf de Tweede Wereldoorlog tot in de jaren zestig aanvankelijk belangrijke wedstrijden won, maar die tegen het einde vooral belangrijk werd voor privérijders, die geen andere racemotoren konden aanschaffen. In de jaren dertig waren races zo belangrijk voor het merk, dat ontwerper en hoofd van de ontwikkelingsafdeling Joe Craig betaald werd voor overwinningen. De "straatmodellen" werden er door ondergesneeuwd en rond 1947 stond het merk aan de rand van de afgrond. Er was geen geld voor nieuwe machines waardoor er nauwelijks ontwikkeld kon worden. Dat veranderde pas toen Bert Hopwood het Norton Dominator Model 7 ontwierp, een 500cc-paralleltwin die moest concurreren met de populaire Triumph Speed Twin. De ontwikkeling van de Norton Manx eindigde in 1955, toen Norton al was overgenomen door Associated Motor Cycles en Geoff Duke drie wereldtitels had gescoord: 350 cc in 1951 en 1952 en 500 cc in 1951.

### Production TT en Commando 750 Production Racer
De Auto-Cycle Union besloot in 1967 om de Production TT in te voeren. Ze bestond uit drie klassen: 250- 500- en 750 cc, er mochten alleen straatmotoren met lichte aanpassingen deelnemen. Norton-rijders hadden in de Production 750 TT een voordeel: ze konden de 750cc-Norton Atlas gebruiken, terwijl de andere Britse merken nog geen 750cc-machines hadden. Vooral de door Paul Dunstall aangepaste machines presteerden goed met rijders als Paul Smart, Percy Tait en Ray Pickrell. Voor Norton was dit aanleiding om in 1970 de Commando 750 Production Racer op de markt te brengen.

### Daytona 200 en Formule 750
Eind jaren zestig kwam de 750cc-raceklasse in een stroomversnelling. In Europa werden steeds meer 750cc-races georganiseerd, wat uiteindelijk resulteerde in de Formule 750, die in 1973 WK-status kreeg. Maar heel belangrijk was ook de ommezwaai van de American Motorcyclist Association. Zij was verantwoordelijk voor onder meer de populaire Daytona 200. Daar mochten 750cc-zijkleppers (Lees: Harley-Davidson) aan deelnemen, maar kopkleppers (alle andere merken) mochten slechts 500 cc meten. Toen de AMA aansluiting zocht bij de Europese Fédération Internationale de Motocyclisme moest ze wel een eerlijk reglement invoeren en het voordeel voor Harley-Davidson verdween. Al in 1970 won Dick Mann de Daytona 200 met een viercilinder Honda CR 750. De BSA-groep bracht in 1970 de driecilinder Triumph T150 Trident Racer en in 1971 de driecilinder BSA A75 Rocket 3 racer uit. Dit waren allemaal fabrieksracers, die echter wel aan de homologatie-eisen moesten voldoen. Dat betekende dat een aantal onderdelen van gewone motorfietsen moest stammen.

## John Player Norton
Hoewel de originele door Bert Hopwood ontwikkelde Norton Dominator in de loop der jaren was gegroeid naar 600 en 650 cc en daarna in de vorm van de Atlas en de Commando zelfs op 750 cc was gekomen, was de tweecilinder met zijn 65 pk zo ongeveer aan het top van zijn kunnen (de 65pk-sterke Combat-motor bleek zelfs erg onbetrouwbaar en moest naar 58 pk worden teruggebracht). Dennis Poore, bestuursvoorzitter en eigenaar van Norton Villiers, besloot toch om op basis van de Norton Commando een fabrieksracer te laten ontwikkelen. Sponsoring zou komen van de sigarettenfabrikant John Player om de nieuwe sigaret Players No. 10 te promoten.

### Ontwikkeling
Poore stelde voormalig Suzuki-coureur Frank Perris aan als racemanager. Die gaf de opdracht voor de ontwikkeling van de John Player Norton aan motorcoureur Peter Williams. Williams had werktuigbouwkunde gestudeerd en zijn vader Jack Williams was hoofd van de race-afdeling van Associated Motor Cycles geweest. Williams werkte in de nieuwe Norton Race Shop in Andover, maar racete ook voor het merk.
Qua vermogen was er niet veel meer uit de motor te halen. Door de homologatie-eisen was Williams gebonden aan de gietijzeren cilinders die geen hoge compressieverhouding aankonden. Met 10,8:1 was de top wel zo ongeveer bereikt. Daarmee leverde het blok ruim 70 pk, terwijl concurrerende merken veel sterkere blokken hadden: de Honda CR 750 kon zelfs 97 pk leveren, de Triumph Trident en de BSA Rocket 3 ca. 84 pk en zelfs een opgevoerde BMW R75/5 haalde 80 pk. Williams zocht de verbeteringen aanvankelijk dan ook niet in pk's, maar in het verkleinen van het frontale oppervlak en het verlagen van het zwaartepunt. Daarvoor paste hij de zgn. "koffertanks" toe, twee tanks aan de zijkanten in de stroomlijnkuip, die zo laag geplaatst waren dat een benzinepomp de brandstof eerst naar een verzameltankje moest pompen om de 32mm-Amal Concentric GP carburateurs te voeden. Deze tanks waren voor Norton niet nieuw: ze waren al in toegpast op de Silver Fish Kneeler en Dunstall had ze in 1969 ook gebruikt. De benzinepomp werd niet door de motor aangedreven, maar door de beweging van de achterbrug. Daarom moest de achtervering voor het starten eerst een aantal malen worden ingedrukt om de verzameltank te vullen. De stroomlijnkuip werd ontwikkeld in de windtunnel van de Motor Industry Research Association (MIRA) in Nuneaton. Men schatte dat deze kuip de topsnelheid op het niveau van een 15 pk sterkere machine bracht. Tijdens een interview met Mick Woollett vertelde Peter Williams dat hij bang was dat de machine meer dan 130 kg zou wegen. Hij kreeg gelijk, ze woog 166 kg. Dat was al zwaarder dan de 750cc-concurrentie, maar in de Daytona 200 kwam een grote dreiging van de 350cc-Yamaha TR 3, die meer dan 60 pk leverde maar slechts 110 kg woog.

### Motor
De motor was rechtstreeks afgeleid van de bestaande Commando-modellen. Het was een dwarsgeplaatste luchtgekoelde stoterstangen-paralleltwin met twee kleppen per cilinder. Een enkele nokkenas aan de voorkant van het cilinderblok bediende via stoterstangen en tuimelaars alle kleppen. De boring bedroeg 73 mm, de slag 89 mm en de cilinderinhoud exact 745 cc. De compressieverhouding bedroeg aanvankelijk 11:1, maar was al voor de eerste race (Daytona 200 van 1972) teruggebracht naar 10,8:1. De brandstofvoorziening werd verzorgd door twee 32mm-Amal Concentric GP-carburateurs en de elektronische ontsteking kwam van Lucas en was vergelijkbaar met die van de BRM-racewagens. Twee in serie geschakelde 6V accu's zaten in het "kontje" achter het zadel.

### Transmissie
De primaire aandrijving werd verzorgd door een triplexketting, die vanaf de krukas de meervoudige natte plaatkoppeling en de vijfversnellingsbak aandreef. Het was de normale Norton (AMC)-versnellingsbak, maar met een binnenwerk van Quaife. Die versnellingsbak had niet de gebruikelijke kickstarter. De machine werd gestart met een duwstart. Het achterwiel werd door een ketting aangedreven.

### Rijwielgedeelte
Het eerste frame was het verlaagde Commando-dubbel wiegframe waarbij het Isolasticsysteem behouden was. De eerste versie kreeg weliswaar twee schijfremmen in het voorwiel, maar de remklauw van de rechter schijf zat achter de vorkpoot, die van de linker schijf ervoor. De oorzaak daarvan was eenvoudig: de Norton Commando 750 Interstate had slechts een enkele schijfrem aan de rechterkant. Die rechter vorkpoot had de bevestigingsogen voor de remklauw en werd aan de linkerkant van de racer omgedraaid gemonteerd. Achter zat nog een 203mm-duplexrem. De linker vorkpoot werd al snel vervangen door een exemplaar waarbij de remklauw wel achter de vork zat en de trommelrem achter werd ook een schijfrem.

### 1972
De voorbereiding voor de Daytona 200 van 1972 was erg kort. In december 1971 tekende Frank Perris zijn contract als teammanager, maar de ontwikkeling startte pas in februari 1972, zes weken voor de race. Als rijder naast Peter Williams werd Phil Read aangetrokken. Tijdens de trainingen kregen de machines al last van oververhitting, wat werd opgelost door de montage van een oliekoeler van de Chevrolet Corvair. In de race werd Read vierde, terwijl Williams uitviel voor versnellingsbakproblemen. Terwijl het team in Daytona was, voltooide de raceafdeling een derde motor voor Tony Rutter voor de paasraces in het kader van de Anglo-American Match Races. Daar werd Read derde in de eerste race op Brands Hatch. In de tweede race werd Williams derde. Tijdens de Formula 750 TT vielen alle machines uit. Williams won de Hutchinson 100 op Brands Hatch. Mick Grant won voor nog enkele andere JPN's in Scarborough en Read won de laatste race van het jaar, de Race of the South op Brands Hatch.
De motor werd gedurende het seizoen ontwikkeld en het vermogen ging aan het einde van het seizoen van 69 pk naar 76 pk bij 7.500 tpm.
In totaal werden in 1972 vijf machines gebouwd, waarvan er nu (2022) een in het National Motorcycle Museum staat. Drie machines werden verkocht en raceten in de Spaanse Formule 750 onder de naam PDN (Pedro Domecq Norton), gesponsord door de sherryproducenten Pedro Domecq.

### 1973

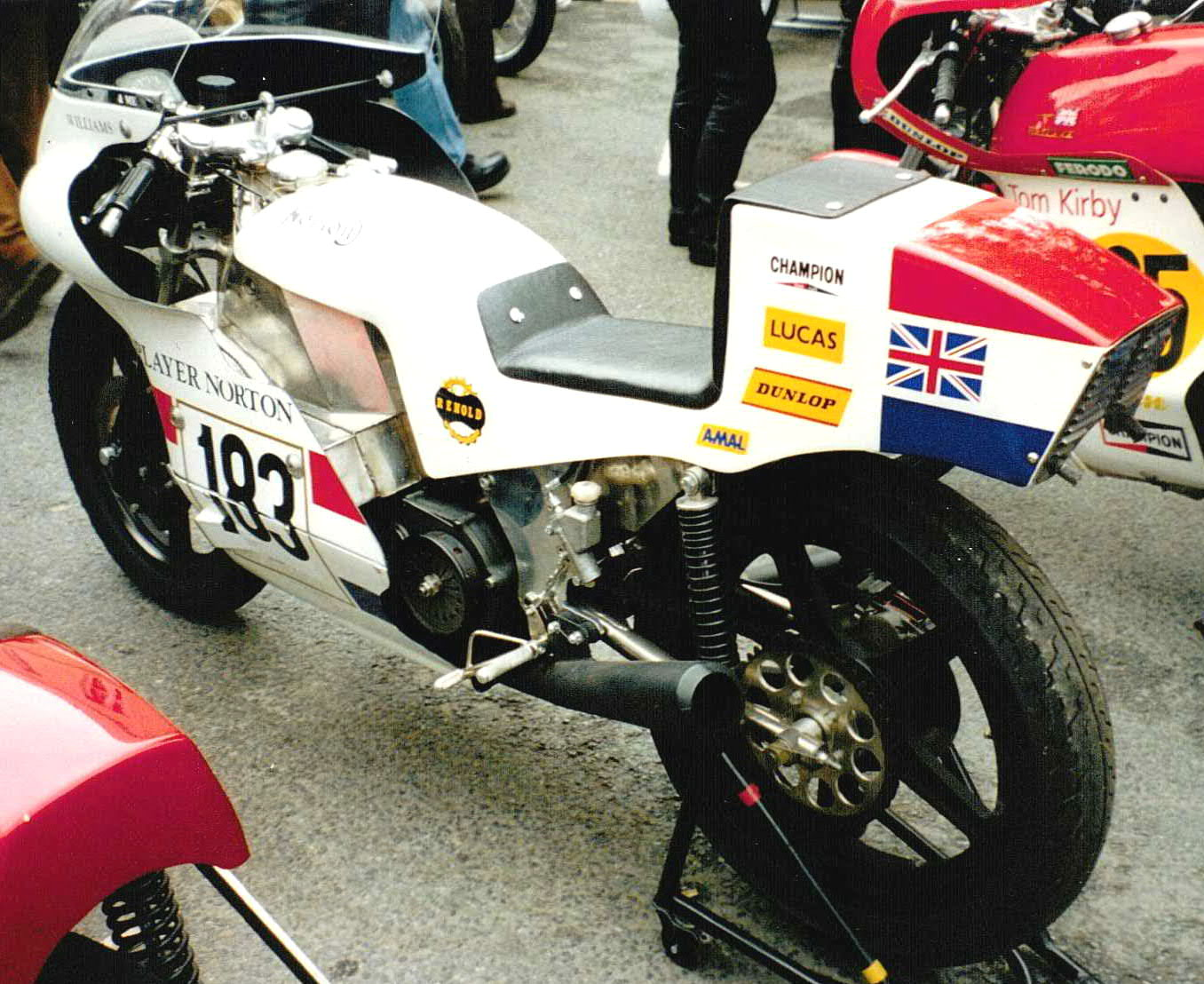
Peter Williams' JPN uit 1973, met het semi-monocoque-frame met de laaggeplaatste tanks duidelijk zichtbaar in de stroomlijnkuip.

Voor Peter Williams was de 1972-John Player Norton slechts een noodoplossing om aan de wens van Dennis Poore te voldoen en het Norton-team aan het racen te krijgen. Hij had meer ideeën om de machine sneller te maken en zocht het opnieuw in gewicht, zwaartepunt en frontaal oppervlak. In oktober 1972 was het prototype voor 1973 klaar. Williams had gekozen voor een dubbelwandig semi-monocoque-frame dat was samengesteld uit 600 aan elkaar gelaste roestvrij stalen plaatjes. Het bevatte ook de benzine en de motorolie. De motor zat 1 inch verder naar achteren om meer tractie voor het achterwiel te genereren en het Isolasticsysteem werd behouden. Het frame woog slechts 17 kg en was speciaal gevormd om meer koellucht naar de motor te geleiden en bovendien een airbox met een ram-air-effect te genereren. Het frame was stijver dan het dubbel wiegframe uit 1972. Er was nog steeds een benzinepomp nodig om de brandstof naar de verzamelkamer te pompen. De voorvork bevatte delen (balhoofd en kroonplaten) van de AJS Stormer-crossmotor, maar met nieuwe gegoten magnesium-vorkpoten. Williams was echter ook innovatief door zijn toepassing van vijfspaaks magnesium gietwielen. Het achterwiel kreeg nu ook een 216mm-schijfrem en de voorste schijven kregen nieuwe dubbelzuiger-remklauwen.
In de MIRA-windtunnel werd een nieuwe Peel-stroomlijnkuip ontwikkeld met een fors zadelstaartstuk. De luchtweerstandscoëfficiënt werd teruggebracht tot 0,39. Er kwam een polyesterkap die het frame, het zadel en het achterdeel vormde. Ook de kleurstelling veranderde van blauw-wit in rood-wit-blauw. Men werkte aan een nieuw blok met een boring-slagverhouding van 77 x 80 mm (cilinderinhoud 745,1 cc) dat door zijn kortere slag meer toeren zou kunnen draaien, maar de ontwikkeling werd nooit voltooid. Daarom kreeg het bestaande 73 x 89mm-blok Omega-zuigers met een compressieverhouding van 10,5:1. Met een snellere nokkenas en 33mm-carburateurs leverde de motor 76 pk bij 7.200 tpm. Om de problemen met de versnellingsbak op te lossen werd de primaire transmissie aangepast, waardoor de inkomende as 25% sneller draaide. Daardoor werd de kracht op de versnellingsbaktandwielen gereduceerd. De tandwielen zelf werden ook aangepast. Er kwam een sterker eindlager op de linkerkant van de krukas, evenals een transmissiedemper. De meervoudige natte plaatkoppeling werd vervangen door een meervoudige droge plaatkoppeling.
Behalve een prototype werden er slechts drie machines gebouwd. Alleen Peter Williams startte in de Daytona 200, maar hij viel uit door carburatieproblemen. Tijdens de paasraces van de Anglo-American Match Races op Brands Hatch was John Cooper de teamgenoot van Williams. Williams won drie races. Cooper viel met zijn 350cc-Yamsel tijdens een supportrace en Dave Croxford nam zijn plaats in tijdens de races op Mallory Park. Williams won de Formula 750 TT, waarin Mick Grant tweede werd. Twee weken later op Imola crashte Williams waardoor zijn machine zwaar beschadigd werd. Het wrak werd jaren later verkocht en door de nieuwe eigenaar gerestaureerd. In het Motor Cycle News Superbike Championship stond Williams op gelijke hoogte met Barry Sheene (Suzuki), maar Sheene won nog een race en werd kampioen. Dave Croxford won het Britse 750cc-kampioenschap met de Norton. Er werd ook deelgenomen aan enduranceraces. Daarvoor werd een nieuwe kuip met twee koplampen ontworpen. Het maakte het ook mogelijk om de Norton Commando John Player Special voor gewoon straatgebruik te ontwikkelen. Tijdens de laatste AMA-race van het seizoen op de Ontario Motor Speedway viel Williams uit met een brandstoflekkage. Zijn Amerikaanse teamgenoot Dave Aldana viel uit met motorpech. Aldana behield zijn motorfiets en reed met het 1973-model ook in de Anglo-American Match Races van 1974. Daarna werd de machine tot 1977 in bewaring genomen door de Amerikaanse Norton-importeur en uiteindelijk particulier verkocht. De monocoque-Nortons wonnen in totaal 14 internationale races.

#### Replica's
In 2013 begon Peter Williams met de bouw van een aantal replica's van de Monocoque-John Player Norton. Voor de juiste dimensies gebruikte hij het prototype van het National Motorcycle Museum en een van de originele racers die inmiddels in bezit waren van Mike Braid. De productie begon in maart 2014 en in februari 2015 werd de eerste machine afgeleverd. In 2016 bedroeg de prijs 74.000 pond. Er werden slechts 25 exemplaren gebouwd.

### 1974

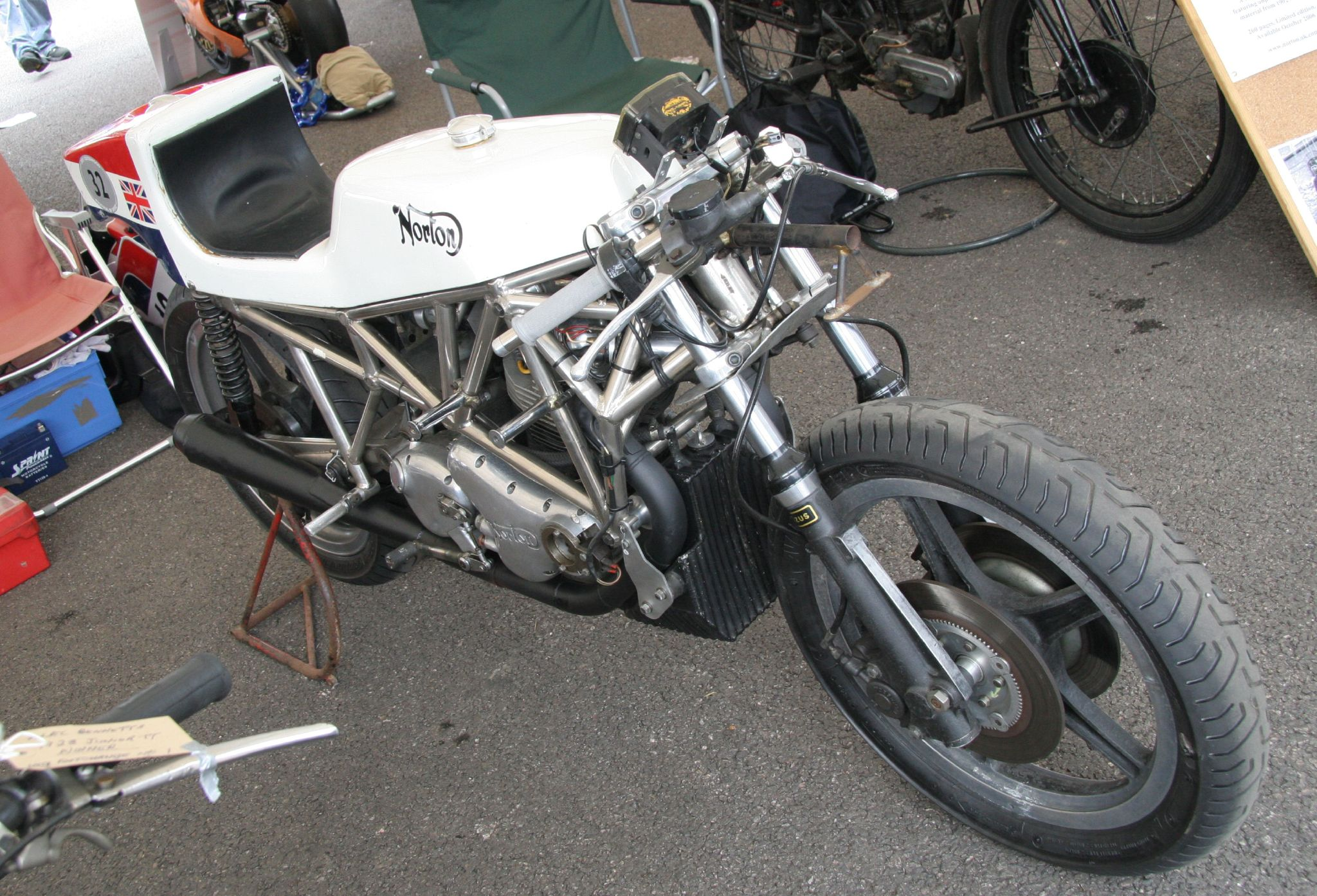
De John Player Norton met spaceframe uit 1974

In 1974 werd het frame opnieuw vervangen. Dit keer kwam er een compact spaceframe, dat de monteurs meer mogelijkheden gaf om aan het motorblok te werken. Er kwam een nieuwe Peel-stroomlijnkuip en weer bleef het isolasticsysteem behouden. De dubbelzuiger lockheed-remklauwen bleven, maar de remschijven werden vervangen door Norvil gietijzeren schijven. De "koffertanks" waren vervallen, er was weer een normale tank gemonteerd. Er werden vier machines gebouwd, plus een prototype met een ander frame. In de Daytona 200 werd Williams slechts tiende, maar wel op de snelste viertaktmotor. In Europa had de 750cc-klasse intussen als 750 cc Prijs van de FIM WK-status gekregen, maar daar kwam het Norton-fabrieksteam niet in uit. Williams en Croxford reden wel internationale wedstrijden in Imola en Spa-Francorchamps, waar Williams de race won. Tijdens de volgende race op Oulton Park raakte de tank/zitcombinatie van Williams' machine los, waardoor hij een ernstige val maakte die zijn racecarrière beëindigde. De machine waarmee Williams in Spa had gewonnen werd ter beschikking gesteld van de Benelux-importeur Podevyn voor lokale 750cc-races. Benjamin Grau won met een van de spaceframe-Nortons onder de vlag van PDN alle vier de wedstrijden van het Spaanse 750cc-kampioenschap in 1975.

## Einde productie
De oude Commando-motor was geen partij meer voor de Japanse tweetakten. Norton had Cosworth nog wel de opdracht gegeven om een nieuwe motor te bouwen op basis van hun DFV Formule 1-motor. Dit was de al eerder genoemde motor met een gewijzigde boring-slagverhouding. Het zou een motorfiets zonder frame moeten worden, waarbij de voorvork en de achterbrug met schetsplaten rechtstreeks aan het motorblok bevestigd waren. Norton-Villiers-Triumph verkeerde echter al in grote financiële problemen en het driejarige sponsorcontract met John Player was afgelopen en werd niet verlengd.

## Technische gegevens
| Norton                 | John Player Norton                                    | John Player Norton                | John Player Norton                |
| ---------------------- | ----------------------------------------------------- | --------------------------------- | --------------------------------- |
| Periode                | 1972                                                  | 1973                              | 1974                              |
| Categorie              | Fabrieksracer                                         | Fabrieksracer                     | Fabrieksracer                     |
| Motortype              | Stoterstangen kopklepmotor                            | Stoterstangen kopklepmotor        | Stoterstangen kopklepmotor        |
| Bouwwijze              | Dwarsgeplaatste paralleltwin                          | Dwarsgeplaatste paralleltwin      | Dwarsgeplaatste paralleltwin      |
| Koeling                | Lucht                                                 | Lucht                             | Lucht                             |
| Boring                 | 77 mm                                                 | 77 mm                             | 77 mm                             |
| Slag                   | 89 mm                                                 | 89 mm                             | 89 mm                             |
| Cilinderinhoud         | 745 cc                                                | 745 cc                            | 745 cc                            |
| Carburateur(s) (Amal)  | 2 x Concentric GP 32 mm later 2 x Concentric GP 33 mm | 2 x Concentric GP 33 mm           | 2 x Concentric GP 33 mm           |
| Ontsteking             | Lucas elektronische ontsteking                        | Lucas elektronische ontsteking    | Lucas elektronische ontsteking    |
| Smeersysteem           | Dry-sumpsysteem                                       | Dry-sumpsysteem                   | Dry-sumpsysteem                   |
| Compressieverhouding   | 10,8:1                                                | 10,5:1                            | 10,5:1                            |
| Max. Vermogen          | >70 pk bij 7.000 tpm, later 76 pk bij 7.500 tpm       | 76 pk bij 7.200 tpm               | 78 pk bij 7.500 tpm               |
| Startmethode           | Duwstart                                              | Duwstart                          | Duwstart                          |
| Topsnelheid            | >240 km/uur                                           | >240 km/uur                       | 265 km/uur                        |
| Primaire aandrijving   | Triplexketting                                        | Triplexketting                    | Triplexketting                    |
| Koppeling              | Meervoudige natte plaat                               | Meervoudige droge plaat           | Meervoudige droge plaat           |
| Versnellingen          | 5 (Quaife voetgeschakeld)                             | 5 (Quaife voetgeschakeld)         | 5 (Quaife voetgeschakeld)         |
| Secundaire aandrijving | Ketting                                               | Ketting                           | Ketting                           |
| Rijwielgedeelte        | Dubbel wiegframe (Isolastic)                          | Semi-monocoque (Isolastic)        | Spaceframe (Isolastic)            |
| Voorvork               | Telescoopvork (Norton Roadholder)                     | Telescoopvork (Norton Roadholder) | Telescoopvork (Norton Roadholder) |
| Achtervork             | Swingarm                                              | Swingarm                          | Swingarm                          |
| Voorrem                | 2 x 254 mm schijf                                     | 2 x 254 mm schijf                 | 2 x 254 mm schijf                 |
| Achterrem              | 203 mm trommel                                        | 216 mm schijf                     | 216 mm schijf                     |
| Wielbasis              | 1.390 mm                                              | 1.420 mm                          | 1.410 mm                          |
| Tankinhoud             | 23 liter                                              | 23 liter                          | 23 liter                          |
| Droog gewicht          | 166 kg                                                | 150 kg                            | 150,2 kg                          |